# Заппинг
За́ппинг или зэ́ппинг (от англ. zapping, channel zapping) — практика быстрого переключения каналов телевизора на дистанционном пульте, без определенной цели, либо для сохранения истории. Психологи рассматривают заппинг как патологическое или пограничное психическое состояние, часто связанное с нервным расстройством или депрессией.

## Общая информация
Различают две формы заппинга:
- зритель останавливается на выбранном канале;
- переключает каналы каждый раз, когда начинается рекламный блок, при этом не возвращается к просмотру прерванной передачи или фильма.

Одна из основных причин появления данного расстройства — отсутствие или недостаток ярких впечатлений и активных событий в реальной жизни. В этом случае непрерывное переключение каналов изо дня в день становится своеобразной формой досуга, что приводит к истощению нервной системы, усталости, равнодушию, и в более тяжёлых случаях — продолжительной депрессии. При этом отмечено, что большинство «заболевших» — мужчины.
К видам канальных «миграций» также относят флиппинг — частое переключение между двумя каналами; канальный серфинг — плавное переключение с одного телеканала на другой; канальный грейзинг — быстрое переключение, при котором зритель просматривает несколько каналов параллельно. При грейзинге отмечается навязчивое переключение, без привязки к рекламному блоку. Появление данных феноменов привело к возникновению понятий клиповый просмотр, клиповое сознание и клиповое мышление.

## История
В 1955 году американец австрийского происхождения Роберт Адлер и его коллега Юджин Полли изобрели пульт дистанционного управления для телевизоров, в котором использовались ультразвуковые частоты. Зрители стали чаще переключать каналы, что привело к возникновению заппинга.
Очень часто данный феномен встречается среди заядлых телезрителей, проводящих у экрана много часов. В США из-за малоподвижного образа жизни и связанного с ним изменения внешнего вида их называют «диванными картофелинами» (англ. couch potatoes).
Слово заппинг произошло от английского «zap» — мчаться, образовано по аналогии с шопингом — другим видом навязчивого времяпрепровождения.

## Заппинг в искусстве
Виктор Пелевин в романе «Generation П» придумал термин для человека, увлечённого заппингом, — Homo Zapiens (сравните с Homo sapiens):

…подобно тому как телезритель, не желая смотреть рекламный блок, переключает телевизор, мгновенные и непредсказуемые техномодификации изображения переключают самого телезрителя. Переходя в состояние Homo Zapiens, он сам становится телепередачей, которой управляют дистанционно. И в этом состоянии он проводит значительную часть своей жизни.